# نائولاماری
نائولاماری (به لاتین: Nowlamary) یک منطقهٔ مسکونی در بنگلادش است که در استان کولنا واقع شده‌است. نائولاماری ۱٬۴۳۲ نفر جمعیت دارد.